# Ælfwald (East Anglia)
Ælfwald (auch: Aelfwald, Ælfwaldus oder Aelbwaldus; † 749) war von 713 bis 749 König des angelsächsischen Königreiches East Anglia aus der Dynastie der Wuffinger.

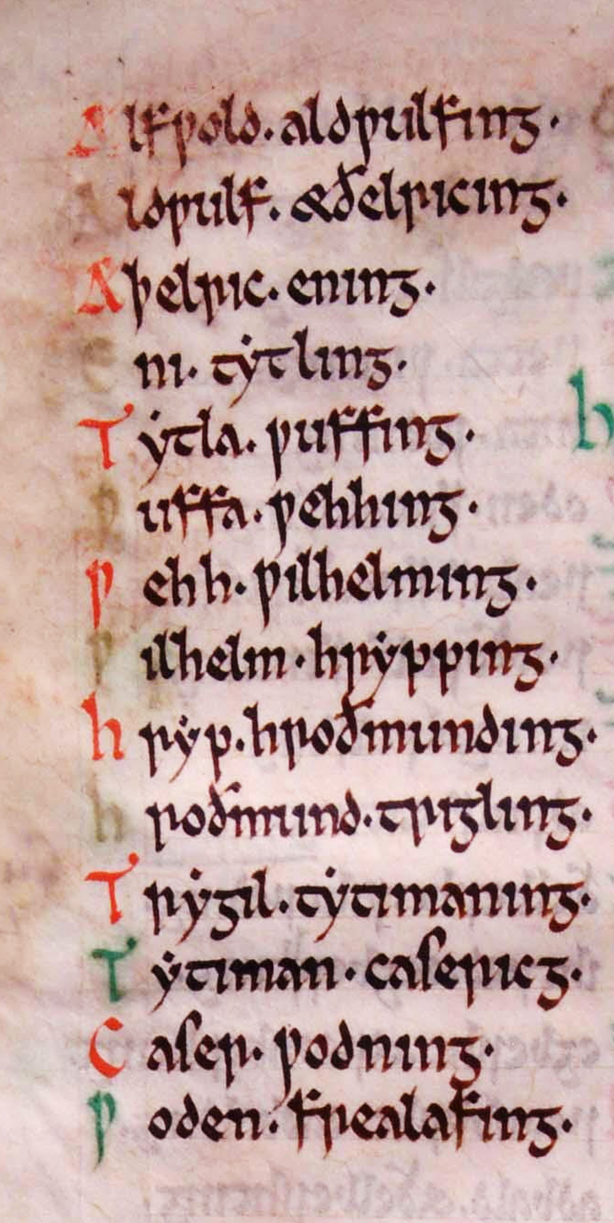
Abstammung Ælfwalds im Textus Roffensis

## Leben
Ælfwalds Vater war Ealdwulf. Der Name seiner Mutter ist unbekannt. Seine Schwester Ecgburh wurde Äbtissin von Repton. Von seinem Bruder Ælric ist nichts Weiteres bekannt.
Ælfwald folgte als König 713 auf seinen Vater Ealdwulf. Aus der Zeit Ælfwalds und seines Vaters stammen die ältesten in East Anglia geprägten Münzen. Nachdem Æthelbald (716–757) König von Mercia geworden war, scheinen sich die Beziehungen zwischen East Anglia und dem mächtigen Nachbarn verbessert zu haben. Möglicherweise verdankte Æthelbald seinen Aufstieg einem Bündnis mit Ælfwald.
In den 730er Jahren beauftragte Ælfwald den Mönch Felix eine Hagiographie des heiligen Guthlac zu verfassen. Er ließ auch eine Genealogie seines Herrscherhauses anfertigen. Möglicherweise wurde das Epos Beowulf im East Anglia des Ælfwald niedergeschrieben. Er stand in den 740er Jahren im Briefwechsel mit Bonifatius, dem „Apostel der Deutschen“. Ein erhaltener Brief Ælfwalds zeugt von guter Kenntnis der lateinischen Sprache. Mit Ælfwalds Tod im Jahr 749 erlosch die Dynastie der Wuffinger. Das Königreich wurde zwischen Hunbeanna und Alberht aufgeteilt. Nach anderer Auffassung folgten auf ihn die gemeinsam herrschenden Könige Hun, Beorna und Æthelberht I.